# VHD

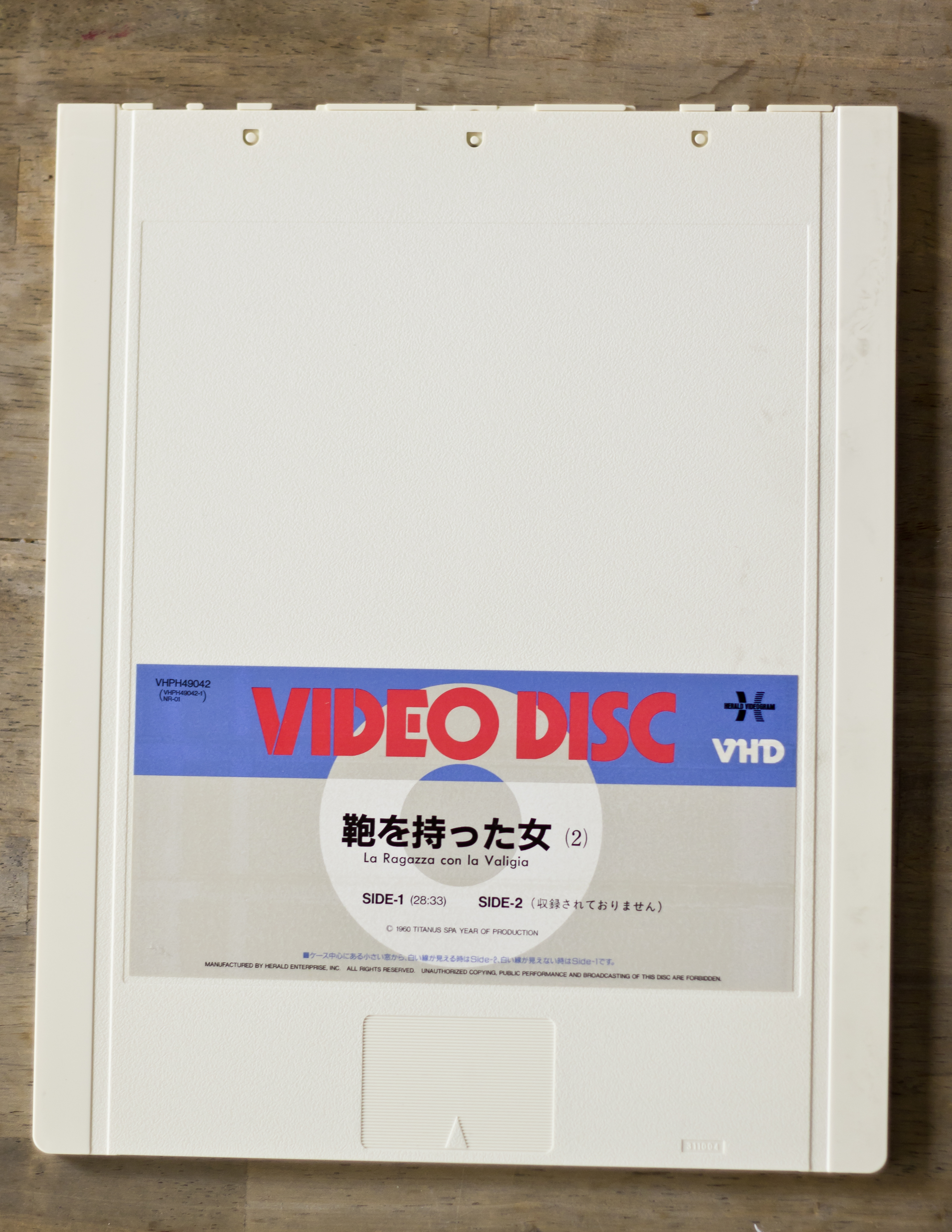
Un disco VHD; una copia de la película italiana de 1961 La ragazza con la valigia

Video High Density (VHD) es un tipo de disco de video analógico,  comercializado por JVC principalmente en Japón. Hubo también una variante de audio digital, Audio High Density (AHD) que nunca fue comercializada.

## Tecnología
Los discos VHD tienen 30 cm de diámetro, y almacenan hasta 60 minutos de video por lado. Cada disco es almacenado en un «caddy» similar al usado por el sistema disco de capacitancia electrónica de la RCA, también conocido como VideoDisc SelectaVision, El usuario nunca toca el disco directamente. EL caddie completo se inserta en el reproductor y luego se retira, dejando el disco dentro donde se cargará y comenzará a reproducir. Al finalizar el lado, el disco debe retirarse, darse la vuelta y volver a insertarse.
Al igual que el sistema RCA, la señal se graba en los discos como variaciones en la capacitancia, una capa conductora en el propio disco forma parte de un circuito resonante. Un lápiz óptico de diamante lee la señal, aunque a diferencia del Disco de capacitancia electrónica, no hay surcos reales; el lápiz sigue las pistas electrónicamente, como un disco compacto. Esto significa menos desgaste, aunque todavía hay contacto físico (a diferencia de LaserDisc), por lo que aún se produciría algo de desgaste.
El sistema VHD tenía ventajas sobre el sistema de Disco Electrónico de Capacitancia de RCA y el sistema LaserVision de MCA/Philips. En modo activo (CAV) (no disponible en CED) tenía mayor capacidad que LaserVision. También tenía la capacidad de manejar 99 «capítulos» accesibles aleatoriamente (más que LaserVision) y tenía la misma capacidad de parada automática. Estas dos funciones tenían que programarse en la cinta maestra a partir de la cual se hizo el videodisco, junto con la función de imagen congelada de dos cuadros. Esto hizo que la edición maestra de cintas de video fuera una operación altamente especializada que requería la inserción precisa de códigos de intervalo vertical en la señal de video y una edición precisa en el campo (la mayoría de la edición de cintas de video solo requería precisión de fotogramas).
El VHD siempre fue pensado como un formato altamente interactivo, y muchas funciones no lineales de «trucos de reproducción» fueron compatibles directamente con los reproductores o mediante una interfaz de computadora VHDpc opcional para las computadoras MSX y Sharp X1.
Las aplicaciones incluían juegos de aventuras interactivos y herramientas de diagnóstico de motores de automóviles. La construcción de un disco interactivo requirió mucha planificación, así como la edición maestra de video especializada. Los costes que suponía descubrir estas complejidades y solucionar los problemas, así como reconocer que la tecnología de postproducción de vídeo de la época estaba siendo llevada al límite probablemente contribuyó a la decisión de retirar el sistema del mercado.

## Historia
El VHD se demostró por primera vez en 1978, y después de numerosos anuncios en las revistas "National Geographic" de 1981/1982, finalmente se lanzó en Japón el 21 de abril de 1983. Para esta época, tanto el LaserDisc como el Disco de capacitancia electrónica ya estaban sufriendo el ataque de los VCR VHS y el Betamax. A pesar de demostrar el reproductor en varias ferias de electrónica de consumo, JVC optó por no lanzar el VHD como producto de consumo en América del Norte.
En el Reino Unido, Thorn EMI, que era el principal proveedor de consumidores del sistema de cintas VHS, vio a VHD como el siguiente paso en el mercado y se comprometió con el sistema. En 1981 invirtió en una fábrica para imprimir discos (en Swindon) y una unidad de producción para desarrollar un catálogo de títulos «interactivos», un paso único, para respaldar un lanzamiento planificado en 1984, pero canceló la inversión a fines de 1983. El VHD permaneció en el mercado en el Reino Unido principalmente como una herramienta educativa y de enseñanza, normalmente vinculada a una computadora, pero atrajo a pocos clientes.
Encontró su nicho principal como sistema de karaoke, y también se usó en videojuego de anime y sistemas de entrenamiento interactivo. Las versiones comerciales estaban disponibles en el Reino Unido (y probablemente en Estados Unidos) para capacitación, demostración y diagnóstico de fallas.
También se vendió un sistema estereoscópico en Japón; estos sistemas VHD 3D lograron el efecto 3D usando discos de doble velocidad con imágenes de ojos alternos y abteojos LCS para pasar la vista correcta a cada ojo.
El VHD quedó obsoleto después de 1987. Los discos se siguieron fabricando hasta principios de la década de 1990. El último lanzamiento nuevo del formato fue a finales de 1990.